# Armeria ciliata
Armeria ciliata är en triftväxtart som först beskrevs av Johan Martin Christian Lange, och fick sitt nu gällande namn av Nieto Fel. Armeria ciliata ingår i släktet triftar, och familjen triftväxter. Inga underarter finns listade i Catalogue of Life.